# 兼常清佐
兼常 清佐（かねつね きよすけ、1885年11月22日 - 1957年4月25日）は、日本の音楽評論家、文芸評論家、音楽学者。

## 生涯
山口県萩町土原（現：萩市土原）に生まれる。旧制山口高等学校を経て、京都帝国大学哲学科に入学。同校を1910年（明治43年）7月に卒業。卒業後、同大学大学院に進学。音楽理論と音楽美術を研究するため、一時的に東京音楽学校ピアノ科に入学し、貫名美名彦に師事する。この間に『日本の音楽』を著した。
1922年（大正11年）3月、下中弥三郎らの教員が結成した教育団体「啓明会」の研究員としてドイツに留学、1924年（大正13年）4月に帰国。
1925年「日本ノ音楽ニ就テノ一観察」により、京都帝国大学文学博士の学位を受けた。徳川家ゆかりの南葵音楽事業部評議員を務める傍ら、東京高等音楽学院（現：国立音楽大学）にて音楽史および音楽美学の教鞭を執った。1930年代には、宮内省雅楽部からの依頼で雅楽の西洋譜面化に尽力している。
音響物理学によるピアノの構造の研究を進め、「名人のタッチ」などというものは自動ピアノで再現できるから、名人は不要だという「ピアニスト無用論」などの評論活動で知られた。ただし、これは1935年『中央公論』に発表した「音楽会の迷信」という文章が、新聞紙上で「ピアニスト無用論」として取り上げられて独り歩きしたものである。

## 評価
- ライフワークとして、民謡の収集・保存とともに科学的な分析を行った[1]。その成果は『日本の言葉と唄の構造』としてまとめられた[1]。民俗学者の柳田國男は、著書『民謡覚書』において[要ページ番号]、兼常の民謡に関する系統立てた調査を高く評価し、火災による研究資料の散失から再構築に着手するまでの過ぎた時間を悔やみ、活きた民謡研究において「何十年かは殆どあだに過ぎた」と記している。

## 著書
- 『日本の音楽』六合館 心理学論集 1913
- 『音楽巡礼』岩波書店 1925
- 『音楽の話と唱歌集』興文社 小学生全集 1927
- 『ベートーヴェンの死』岩波書店 1927
- 『平民楽人シューベルト』岩波書店 1928　のち角川文庫
- 『音楽概論』岩波書店 学芸叢書 1929
- 『音楽に志す人へ』鉄塔書院 1929
- 『新楽典』冨山房 1929
- 『母のための音楽』イデア書院 1929
- 『音楽の階級性 附・名人滅亡』鉄塔書院 1931年2月15日
- 『音楽と生活』岩波書店 1935
- 『残響』岩波書店 1937
- 『日本の言葉と唄の構造』岩波書店 1938
- 『日本語の研究』中央公論社 1939
- 『ショパン』弘文堂 教養文庫 1940
- 『日本音楽と西洋音楽』三笠書房 現代叢書 1941
- 『よもやま話』厚生閣 1941
- 『石川啄木』三笠書房 現代叢書 1943
- 『結婚論』生活社 1943
- 『与謝野晶子』三笠書房 1948
- 『音楽の教室』十字屋書店 1949
- 『未完の独奏 人生論ノート』志摩書房 1950
- 『音楽の話』広島図書 銀の鈴文庫 1951
- 『美しき言葉の情熱 牧水・晶子・啄木』出版東京 1952
- 『音楽の芽ばえ 子供とピアノ』慶応通信 1955
- 『兼常清佐遺作集』兼常清佐遺作集刊行会 1960
- 『音楽と生活 兼常清佐随筆集』杉本秀太郎編 岩波文庫 1992
- 『兼常清佐著作集』蒲生美津子、土田英三郎、川上央編 大空社

第1‐3巻（日本の音楽）2008
第4‐5巻（音楽批評）2008
第6‐7巻（音楽教育）2009
第8‐10巻（音・ことば・科学）（兼常清佐遺作集）2009
第11巻（随想）（音楽と生活）2009
第12巻（随想）（残響）2009
第13巻（随想）2009
第14巻（随想）（新聞雑誌掲載稿）2010
第15巻（書簡・日記）2010
別巻（兼常清佐ミクロコスモス）2010

### 共編著
- 『日本音楽集成 第1編 雅楽 第1輯（催馬楽）』辻荘一共編 南葵音楽図書館 1930
- 『イギリスの詩・日本の詩 日本の言葉・イギリスの言葉』宮内玉子共著 北星堂書店 1953